# Xenia umbellata
Xenia umbellata är en korallart som beskrevs av Jean-Baptiste Lamarck 1816. Xenia umbellata ingår i släktet Xenia och familjen Xeniidae. Inga underarter finns listade i Catalogue of Life.